# Musée Rolin

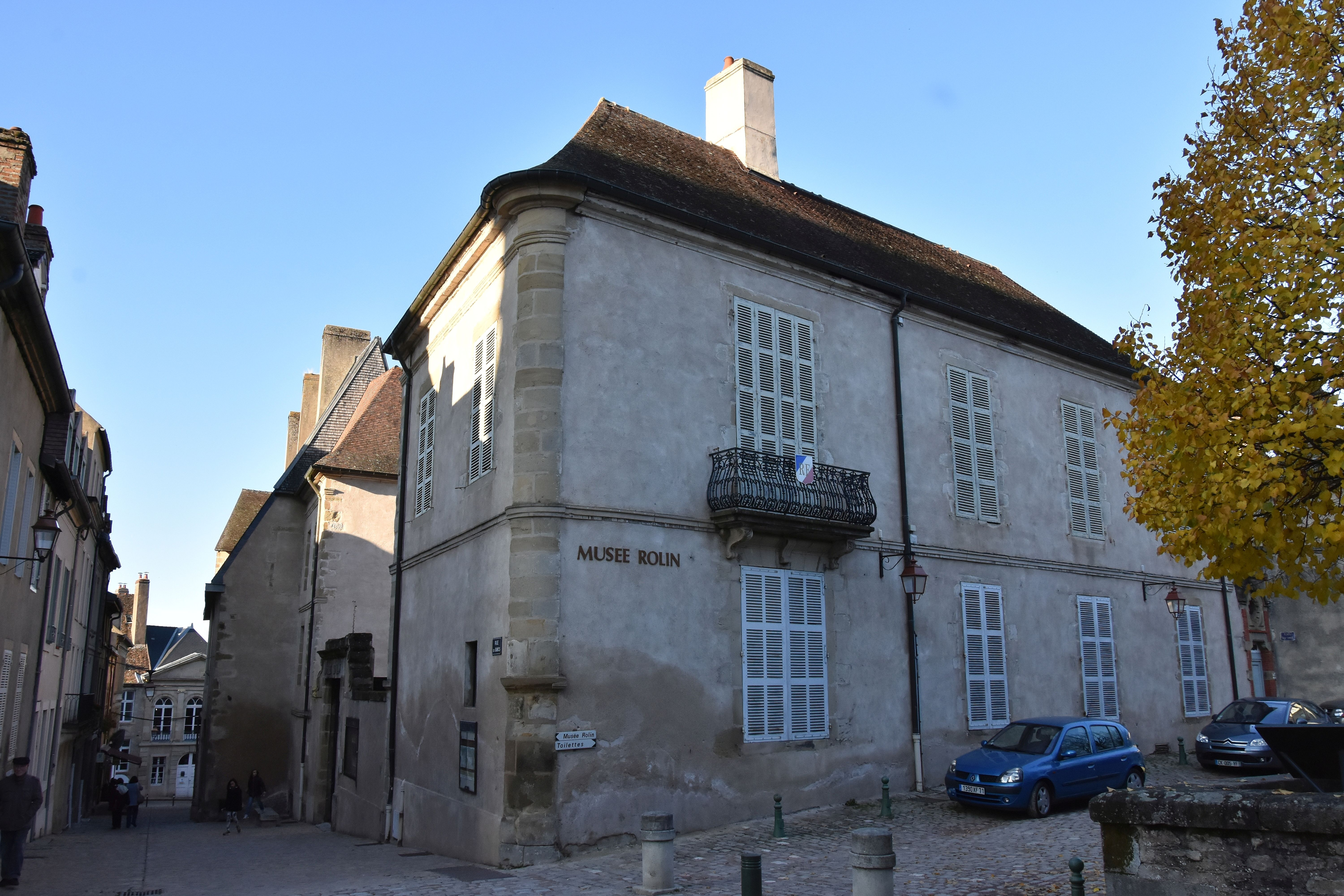
Musée Rolin

Het Musée Rolin is een museum in Autun, een stad in het Franse departement Saône-et-Loire, gericht op de archeologie, kunst- en cultuurgeschiedenis van Autun.

## Nicolas Rolin
Het museum draagt de naam van Nicolas Rolin. Hij was kanselier, schatbewaarder en adviseur van de hertogen van Bourgondië in de 15e eeuw en schenker van en afgebeeld op Het Laatste Oordeel van Rogier van der Weyden. De politicus woonde tegenover de kathedraal van Autun. Het gebouw,  gecentreerd rond een binnenplaats, is laatgotisch terwijl de arcades van de binnenplaats al verwijzen naar de naderende Renaissance aan. Het gebouw werd in de 19e eeuw genationaliseerd en later omgebouwd tot museum.

## Collectie
Prominent aanwezig zijn de archeologische vondsten uit de Gallo-Romeinse tijd, toen Autun een van de belangrijkste steden in Gallië was. Ze tonen vondsten uit de nabijgelegen Tempel van Janus en het graf van Couhard, godenbeelden, mozaïeken, graftombes en alledaagse voorwerpen.
Belangrijk zijn de romaanse beelden uit de voormalige kathedraal van Autun. Het belangrijkste stuk in het museum is de Verzoeking van Eva uit de 12e eeuw, een reliëffragment dat waarschijnlijk afkomstig is van het verwoeste timpaan van het noordelijke transeptportaal van de kathedraal en wordt gerekend tot de werken van de meester Gislebertus. Het museum bewaart ook de fragmenten van het Lazarusgraf uit de kathedraal, een stenen romaans reliekschrijn met een groep figuren die de wederopstanding van Lazarus door Christus uitbeelden.
Laatgotische Bourgondische beeldhouwwerken uit de kring van Claus Sluter, zoals de “Vièrge d'Autun” (Madonna van Autun), maken ook deel uit van de collectie, evenals schilderijen uit de late middeleeuwen en de renaissance, waaronder het kerstschilderij van kardinaal Rolin door de naamloze Meester van Moulins. Verder toont het museum een uitgebreide collectie schilderijen uit de 17e tot 19e eeuw.
Ook de gewoonten en geschiedenis van de Morvan en de plaatselijke flora en fauna worden belicht.

## Galerij

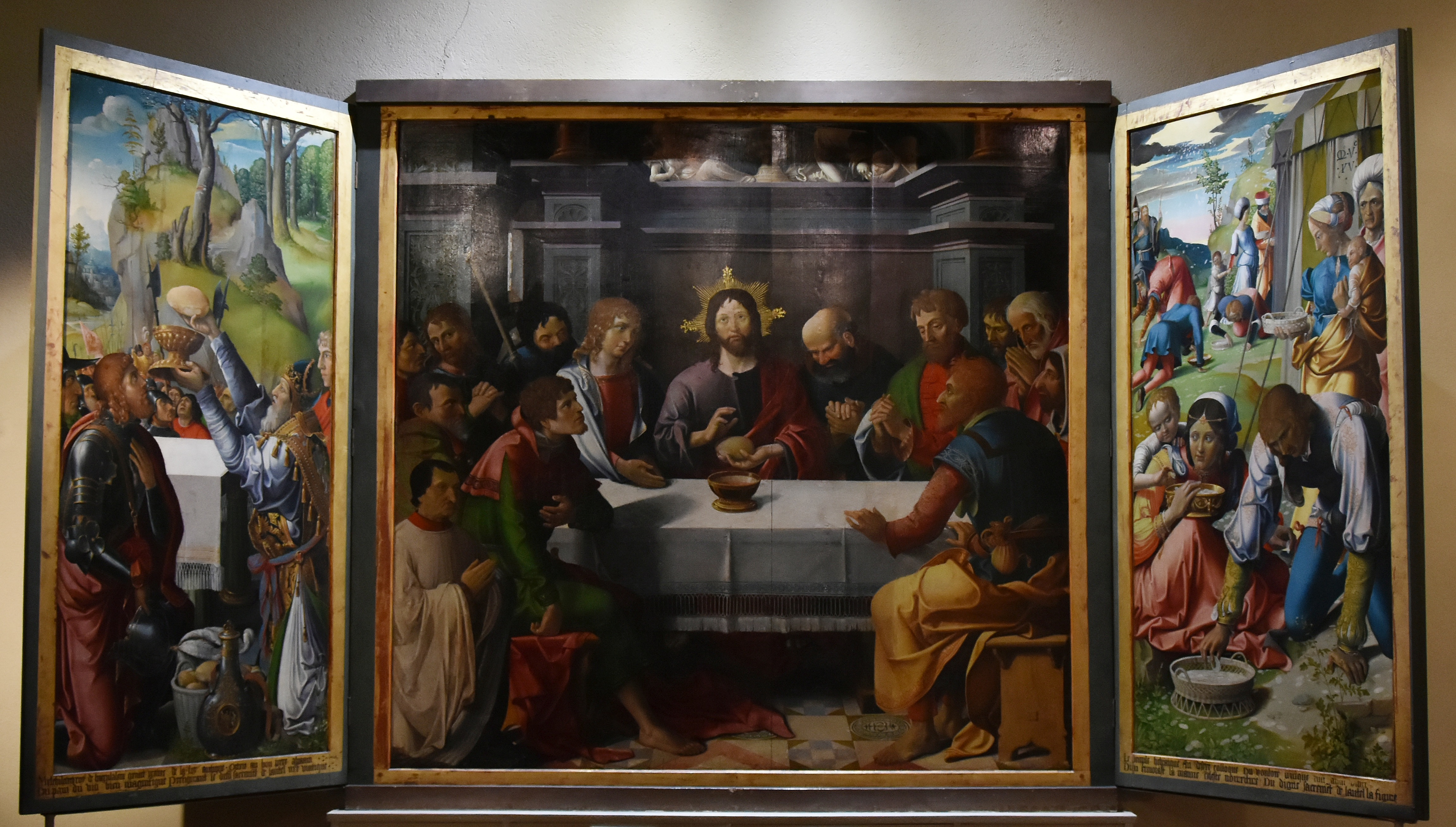
Triptiek van de Eucharistie door de Meester van de triptiek van Autun
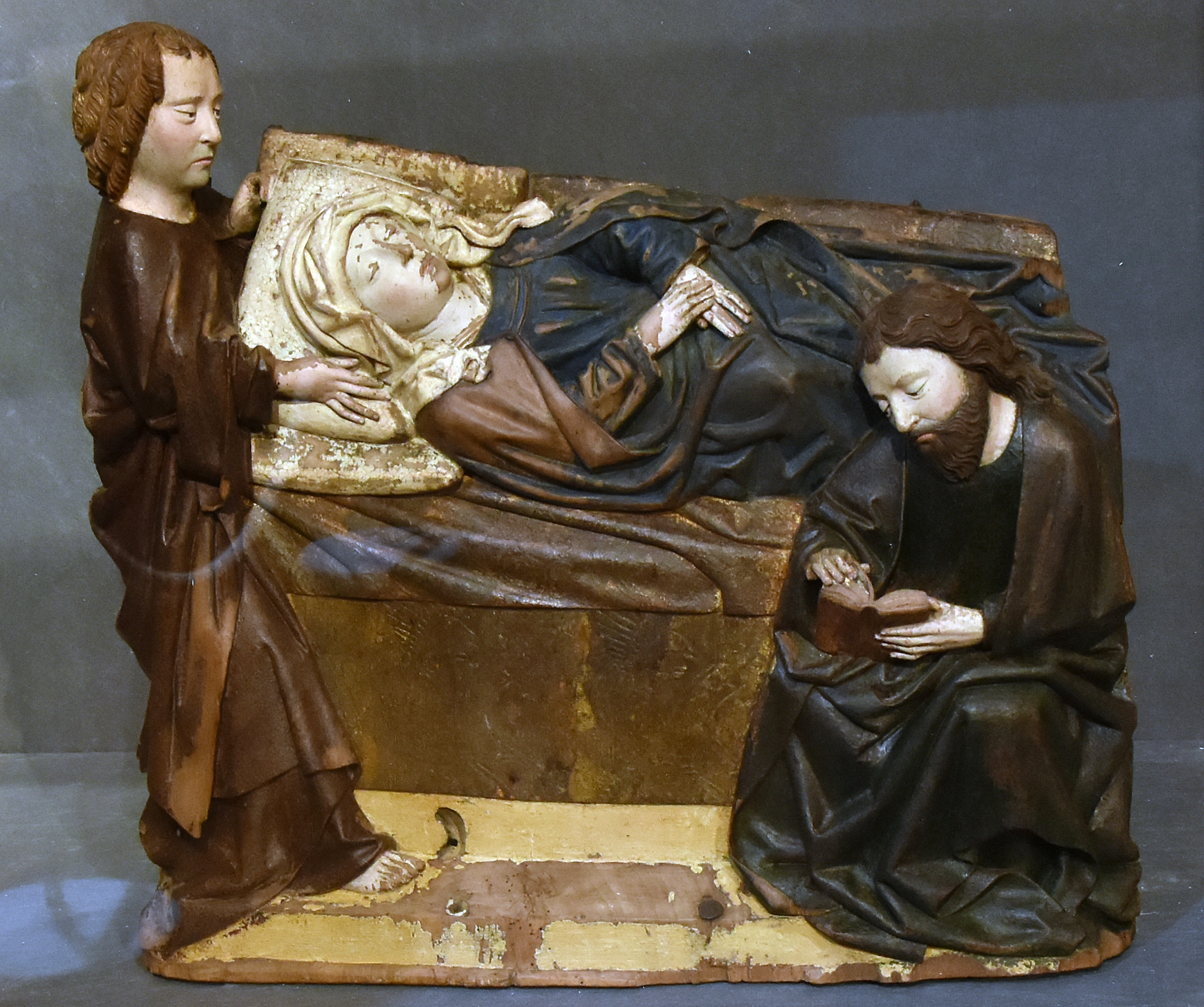
Ontslapen van de Maagd (Brabant, rond 1450)
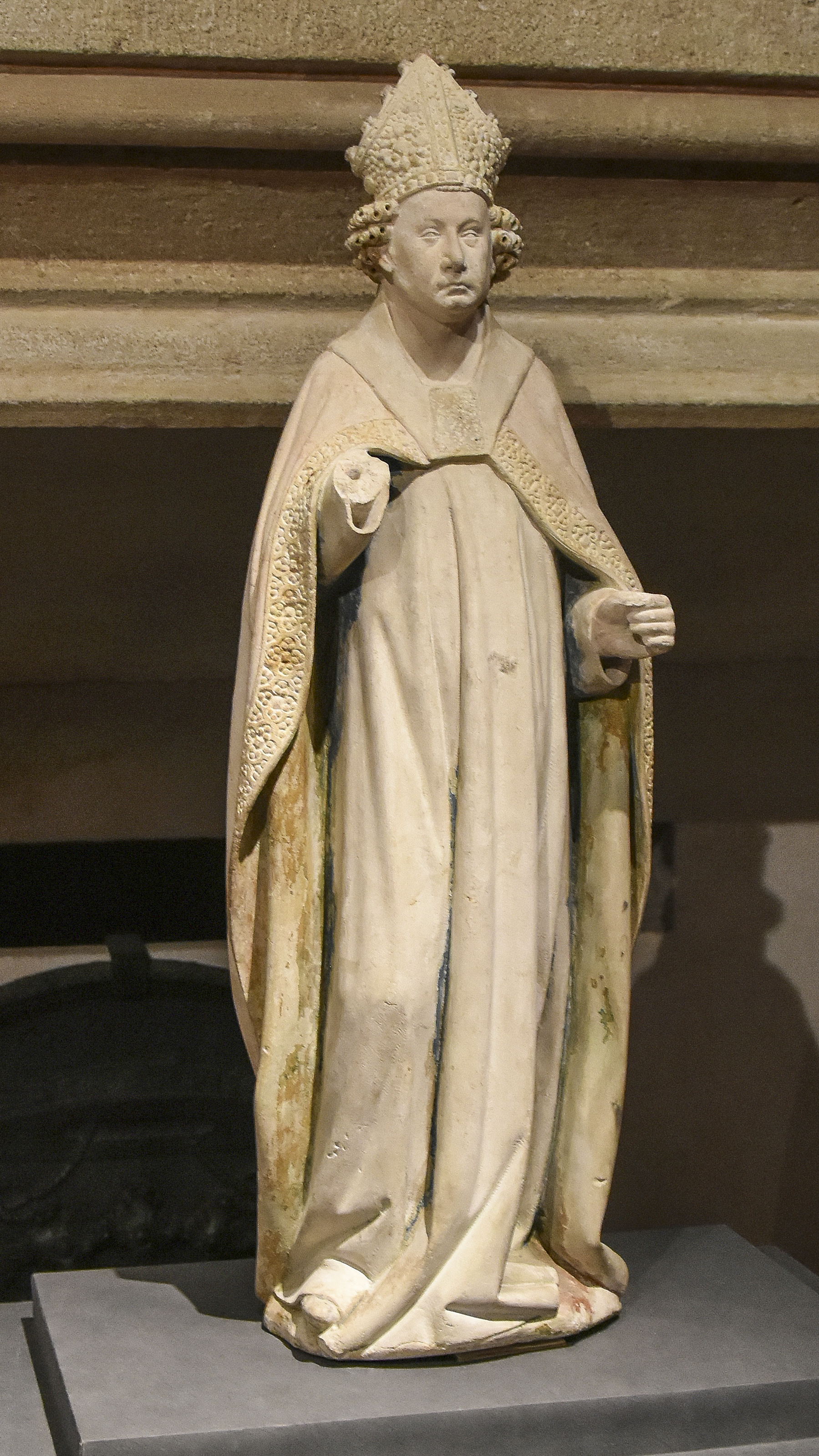
Heilige bisschop (vermoedelijk Jean Rolin) door Claus van de Werve
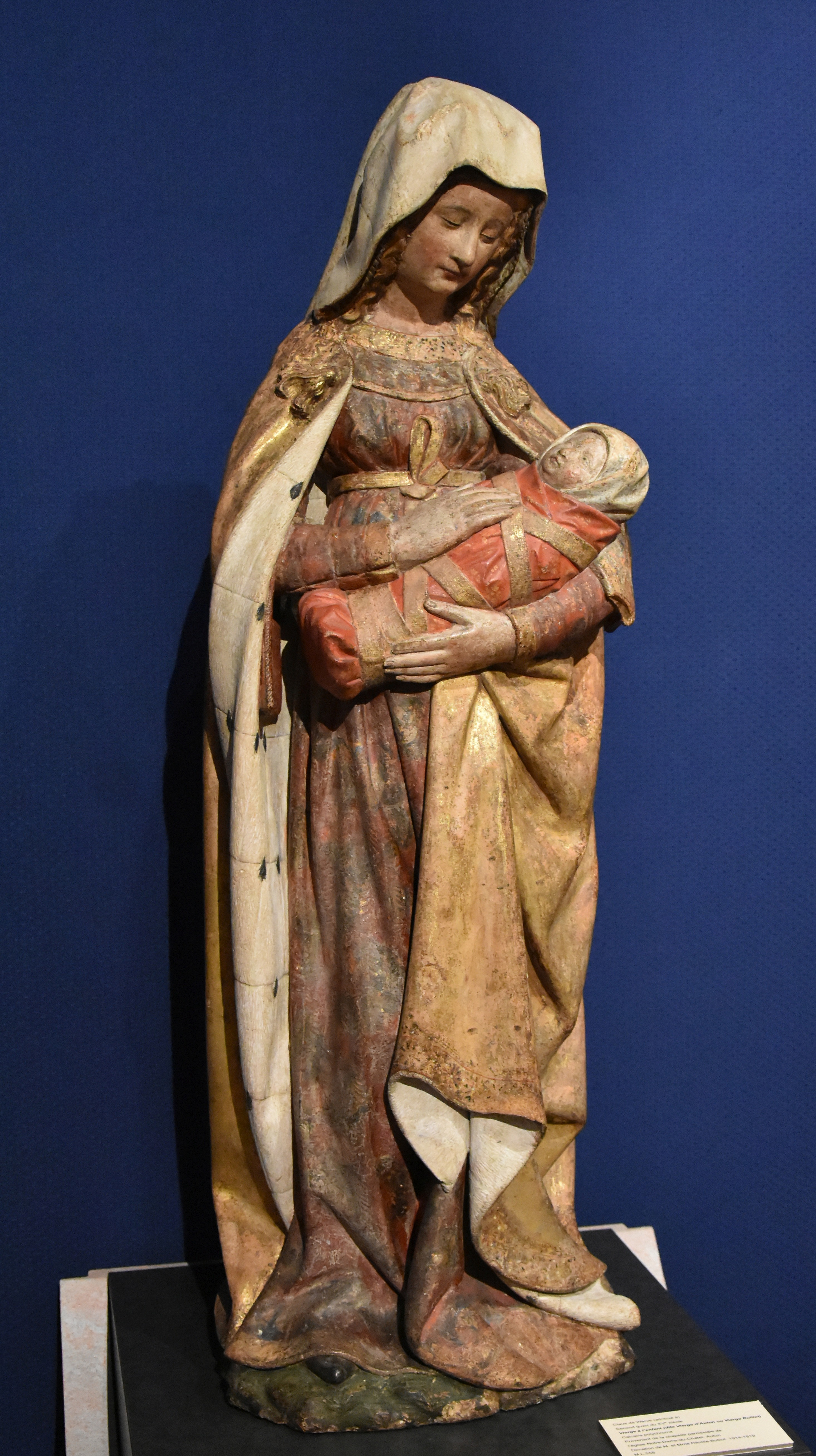
Maagd met Kind door Claus van de Werve